# Ciprian Tătărușanu
Ciprian Tătărușanu (Bukarest, 1986. február 9. –) román válogatott labdarúgó, kapusa.

## Pályafutása

### Klubcsapatokban
2003-ban a Juventus București csapatában kezdte felnőtt karrierjét, majd a Gloria Bistrița játékosa lett. 2017. január 23-án mutatkozott be az első osztályban az Unirea Urziceni csapata ellen. 2008 májusában 1,5 millió euróért került a Steaua București klubjához. A 2008–09-es szezont kölcsönben töltötte a Gloria Bistrița csapatánál. 2011 júniusában érdeklődött iránta az olasz Napoli csapata, de klubja ezt elutasította.
2014. június 9-én 5 éves szerződést írt alá az olasz Fiorentinával. Szeptember 18-án debütált új klubjában a francia Guingamp csapata elleni Európa-liga csoportkör mérkőzésen. Neto Juventusba való távozását követően a klub első számú kapusa lett és megválasztották hazája legjobb játékosának. 2017. július végén a francia Nantes csapatába igazolt. Augusztus 12-én az Olympique de Marseille ellen mutatkozott be és megválasztották a mérkőzés emberének. 2019. június 13-án az Olympique Lyonnais csapatába távozott, ingyen.
2020. szeptember 12-én három évre szóló szerződést írt alá az AC Milanhoz. 2023. augusztus 10-én a szaúdi Abhá csapatába igazolt. 2024. szeptember 11-én közösségi oldalán jelentette be, hogy visszavonul az aktív labdarúgástól.

### A válogatottban
2009 augusztusában ülhetett először le a kispadra a Magyarország elleni mérkőzésen, de csak 2010. november 17-én az olaszok ellen debütált a felnőttek között. Részt vett a 2016-os labdarúgó-Európa-bajnokságon.

## Statisztika

### Válogatott
2024. szeptember 21-i állapotnak megfelelően.
| Románia  | Románia | Románia |
| Év       | Mérk.   | Gólok   |
| -------- | ------- | ------- |
| 2009     | 0       | 0       |
| 2010     | 1       | 0       |
| 2011     | 8       | 0       |
| 2012     | 6       | 0       |
| 2013     | 6       | 0       |
| 2014     | 6       | 0       |
| 2015     | 6       | 0       |
| 2016     | 9       | 0       |
| 2017     | 6       | 0       |
| 2018     | 9       | 0       |
| 2019     | 10      | 0       |
| 2020     | 6       | 0       |
| Összesen | 74      | 0       |

## Sikerei

### Klub
- Steaua București
  - Román bajnok: 2012–13, 2013–14
  - Román kupagyőztes: 2010–11
  - Román szuperkupa győztes: 2013

- AC Milan
  - Olasz bajnok: 2021–22

### Egyéni
- Az év román labdarúgója: 2015[7]